# Liste des plus hautes structures de Belgique

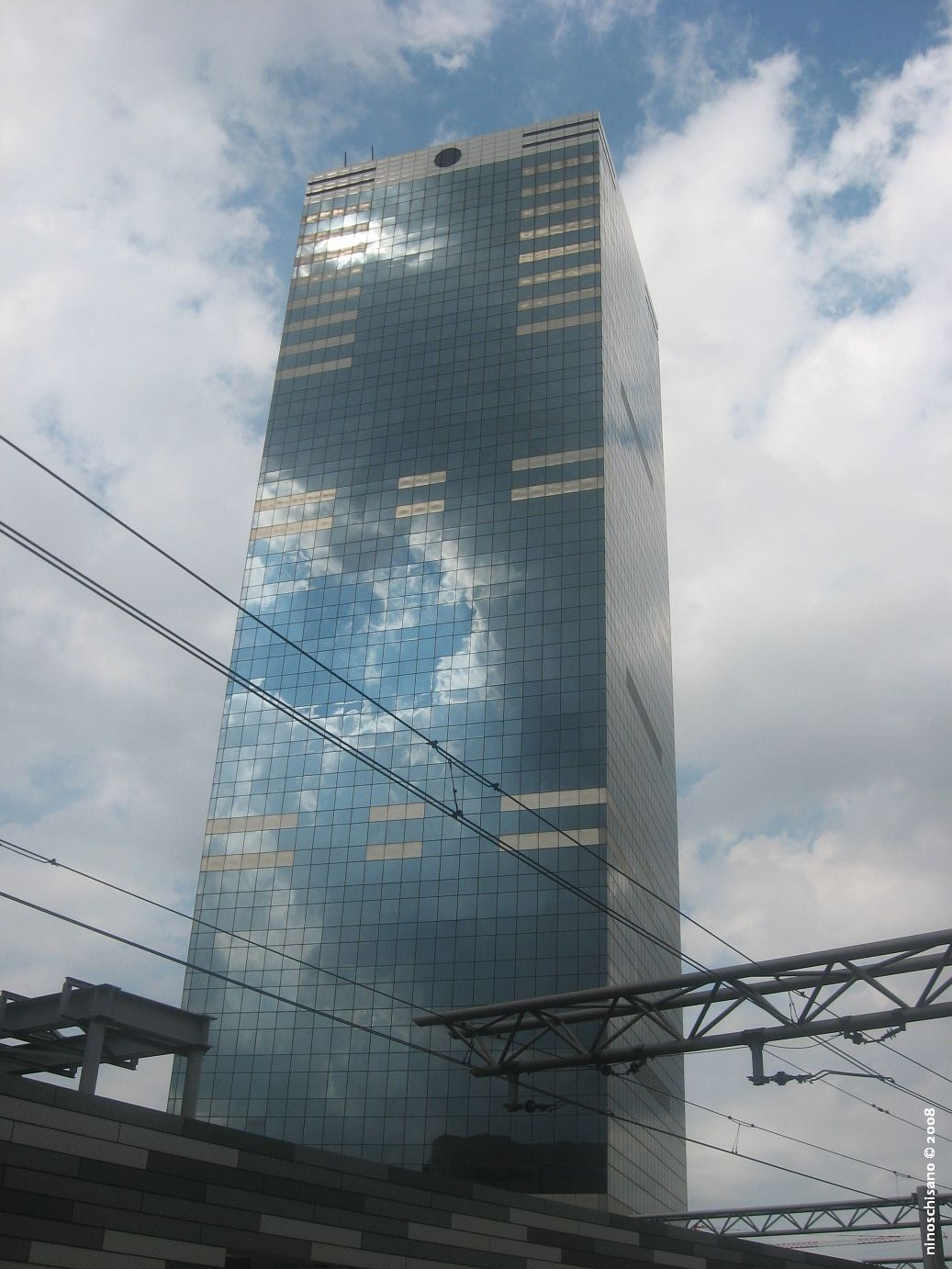
La Tour du Midi, plus haut gratte ciel de Belgique (150m)

Cet article propose une liste des plus hautes structures de Belgique, triées selon le type.

## Gratte-ciel
Une grande partie des gratte-ciel sont en région de Bruxelles-Capitale, et plus précisément dans le Quartier Nord.
| #       | Nom                        | Localité        | Province            | Hauteur | Nbre étage | Année | Coordonnées                 |
| ------- | -------------------------- | --------------- | ------------------- | ------- | ---------- | ----- | --------------------------- |
| 1       | Tour du Midi               | Saint-Gilles    | Bruxelles-Capitale  | 150 m   | 37         | 1967  | 50° 50′ 17″ N, 4° 20′ 14″ E |
| 2       | Tour des Finances          | Bruxelles-ville | Bruxelles-Capitale  | 145 m   | 36         | 1982  | 50° 51′ 10″ N, 4° 21′ 52″ E |
| 3       | Tour UP-site               | Bruxelles-ville | Bruxelles-Capitale  | 142 m   | 42         | 2014  | 50° 51′ 52″ N, 4° 21′ 09″ E |
| 4       | Tour Rogier                | Saint-Josse     | Bruxelles-Capitale  | 137 m   | 38         | 2006  | 50° 51′ 23″ N, 4° 21′ 34″ E |
| 5       | Iris Tower                 | Saint-Josse     | Bruxelles-Capitale  | 128 m   | 32         | 2020  | 50° 51′ 25″ N, 4° 21′ 41″ E |
| 6       | Tour Madou                 | Saint-Josse     | Bruxelles-Capitale  | 120 m   | 33         | 1965  | 50° 50′ 58″ N, 4° 22′ 12″ E |
| 7       | Arteveldetoren             | Gand            | Flandre-Orientale   | 119 m   | 27         | 2012  | 51° 01′ 18″ N, 3° 41′ 13″ E |
| 8       | Tour Paradis               | Liège           | Liège               | 118 m   | 27         | 2014  | 50° 37′ 36″ N, 5° 34′ 20″ E |
| 9       | Tour Astro                 | Saint-Josse     | Bruxelles-Capitale  | 107 m   | 31         | 1976  | 50° 51′ 04″ N, 4° 22′ 12″ E |
| 10 & 11 | North Galaxy, Tour 1       | Schaerbeek      | Bruxelles-Capitale  | 107 m   | 28         | 2004  | 50° 51′ 42″ N, 4° 21′ 33″ E |
| 10 & 11 | North Galaxy, Tour 2       | Schaerbeek      | Bruxelles-Capitale  | 107 m   | 28         | 2004  | 50° 51′ 40″ N, 4° 21′ 33″ E |
| 12      | World Trade Center, Tour 3 | Bruxelles-ville | Bruxelles-Capitale  | 105 m   | 28         | 1983  | 50° 51′ 38″ N, 4° 21′ 23″ E |
| 13      | Europacentrum              | Ostende         | Flandre-Occidentale | 104 m   | 35         | 1969  | 51° 13′ 59″ N, 2° 54′ 56″ E |
| 14      | The One                    | Bruxelles-ville | Bruxelles-Capitale  | 103 m   | 35         | 2019  | 50° 50′ 35″ N, 4° 22′ 40″ E |
| 15 & 16 | Tours Proximus, Tour T     | Schaerbeek      | Bruxelles-Capitale  | 102 m   | 32         | 1994  | 50° 51′ 37″ N, 4° 21′ 31″ E |
| 15 & 16 | Tours Belgacom, Tour U     | Saint-Josse     | Bruxelles-Capitale  | 102 m   | 32         | 1994  | 50° 51′ 35″ N, 4° 21′ 29″ E |
| 17 & 18 | World Trade Center, Tour 1 | Bruxelles-ville | Bruxelles-Capitale  | 102 m   | 28         | 1972  | 50° 51′ 43″ N, 4° 21′ 28″ E |
| 17 & 18 | World Trade Center, Tour 2 | Bruxelles-ville | Bruxelles-Capitale  | 102 m   | 28         | 1976  | 50° 51′ 42″ N, 4° 21′ 25″ E |
| 19      | Tour ITT                   | Bruxelles-ville | Bruxelles-Capitale  | 102 m   | 25         | 1971  | 50° 49′ 02″ N, 4° 22′ 20″ E |
| 20      | Manhattan Center           | Saint-Josse     | Bruxelles-Capitale  | 102 m   | 30         | 1973  | 50° 51′ 22″ N, 4° 21′ 27″ E |
| 21      | Brusilia                   | Schaerbeek      | Bruxelles-Capitale  | 100 m   | 36         | 1974  | 50° 51′ 53″ N, 4° 22′ 46″ E |
| 22      | Covent Garden              | Saint-Josse     | Bruxelles-Capitale  | 100 m   | 26         | 2007  | 50° 51′ 22″ N, 4° 21′ 39″ E |
| 23      | The Hotel                  | Bruxelles-ville | Bruxelles-Capitale  | 99 m    | 30         | 1967  | 50° 50′ 15″ N, 4° 21′ 26″ E |
| 24      | Tour KBC (Boerentoren)     | Anvers          | Anvers              | 97 m    | 26         | 1932  | 51° 13′ 07″ N, 4° 24′ 15″ E |
| 25      | SKY Towers                 | Ostende         | Flandre-Occidentale | 97 m    | 29         | 2022  | 51° 13′ 39″ N, 2° 55′ 27″ E |
| 26      | Tour Zénith                | Schaerbeek      | Bruxelles-Capitale  | 95 m    | 22         | 2009  | 50° 51′ 50″ N, 4° 21′ 32″ E |
| 27      | Tour Belview               | Bruxelles-ville | Bruxelles-Capitale  | 90 m    | 24         | 2014  |                             |
| 28      | Tour de l'Europe           | Seraing         | Liège               | 88 m    | 25         |       | 50° 34′ 38″ N, 5° 30′ 28″ E |
| 29      | Tour Atlas                 | Liège           | Liège               | 87 m    | 29         | 1978  | 50° 38′ 50″ N, 5° 36′ 09″ E |
| 30      | Tour Kennedy               | Liège           | Liège               | 85 m    | 28         | 1970  | 50° 38′ 20″ N, 5° 34′ 32″ E |
| 31      | Tour TBR                   | Bruxelles-ville | Bruxelles-Capitale  | 84 m    | 22         | 1976  | 50° 51′ 48″ N, 4° 21′ 30″ E |
| 32      | Centre Albert              | Charleroi       | Hainaut             | 82 m    | 25         | 1967  | 50° 24′ 30″ N, 4° 26′ 27″ E |
| 33      | Tour Simenon               | Liège           | Liège               | 80 m    | 24         | 1963  | 50° 38′ 15″ N, 5° 34′ 48″ E |
| 34      | Ellipse building           | Schaerbeek      | Bruxelles-Capitale  | 80 m    | 21         | 2006  | 50° 51′ 47″ N, 4° 21′ 34″ E |

## Tour radio et TV
| Nom                                      | Année | Localité            | Province            | Hauteur | Coordonnées                       |
| ---------------------------------------- | ----- | ------------------- | ------------------- | ------- | --------------------------------- |
| Émetteur VRT d'Egem                      | 1973  | Pittem              | Flandre-Occidentale | 305 m   | 51° 01′ 18,18″ N, 3° 14′ 08,47″ E |
| Tour de Leeuw-Saint-Pierre               | 1996  | Leeuw-Saint-Pierre  | Brabant flamand     | 300 m   | 50° 46′ 04,13″ N, 4° 13′ 27,46″ E |
| Émetteur RTBF de Wavre (MF)              | 1973  | Wavre               | Brabant wallon      | 250 m   | 50° 44′ 52,14″ N, 4° 34′ 39,32″ E |
| Antenne de l'OTAN                        | ?     | Houtem              | Flandre-Occidentale | 243 m   | 51° 00′ 38″ N, 2° 34′ 39,94″ E    |
| Émetteur RTBF de Wavre                   | 1983  | Wavre               | Brabant wallon      | 232 m   | 50° 44′ 27,28″ N, 4° 35′ 17,13″ E |
| Émetteur RTBF de Bol d'Air Oguss -Ougrée | 1982  | Ougrée              | Liège               | 210 m   | 50° 34′ 42,89″ N, 5° 33′ 07,76″ E |
| Émetteur VRT de Genk                     | ?     | Genk                | Limbourg            | 200 m   | 50° 56′ 45,38″ N, 5° 30′ 31,08″ E |
| Émetteur RTBF de Vlessart                | 1992  | Léglise             | Luxembourg          | 185 m   | 49° 48′ 01,25″ N, 5° 39′ 10,61″ E |
| Émetteur RTBF d'Anderlues                | ?     | Anderlues           | Hainaut             | 170 m   | 50° 22′ 55,35″ N, 4° 14′ 30,27″ E |
| Émetteur RTBF de Profondeville           | ?     | Rivière             | Namur               | 164 m   | 50° 21′ 17,93″ N, 4° 51′ 33,76″ E |
| Émetteur RTBF de Froidmont               | ?     | Froidmont           | Hainaut             | 163 m   | 50° 35′ 24,73″ N, 3° 19′ 06,67″ E |
| Émetteur VRT de Kappelen                 | ?     | Kappelen            | Anvers              | 153 m   | 51° 19′ 57″ N, 4° 24′ 55″ E       |
| Ancienne antenne de l'armée              | ?     | Court-Saint-Étienne | Brabant wallon      | 151 m   | 50° 36′ 19,74″ N, 4° 34′ 35,72″ E |

## Autres
| Name                                                         | Localité        | Province            | Hauteur     | Location |
| ------------------------------------------------------------ | --------------- | ------------------- | ----------- | --- |
| Éoliennes de Norther Offshore (44)                           | Mer du Nord     | Flandre-Occidentale | 220 m       | 51° 31′ 40,8″ N, 3° 01′ 55,2″ E |
| Fina Antwerp Olefins Flare                                   | Anvers          | Anvers              | 204 m       | 51° 15′ 33,36″ N, 4° 20′ 44,32″ E |
| Éoliennes d'Estinnes (11)                                    | Estinnes        | Hainaut             | 198,5 m     | 50° 24′ 41,2″ N, 4° 04′ 49,62″ E 50° 24′ 58,75″ N, 4° 05′ 23,09″ E 50° 25′ 12,06″ N, 4° 05′ 15,59″ E 50° 25′ 15,05″ N, 4° 04′ 50,6″ E |
| Tour Télécom Ougrée (1996)                                   | Ougrée          | Liège               | 177 / 198 m | 50° 35′ 17,95″ N, 5° 33′ 19,95″ E |
| Tour de refroidissement de Doel                              | Anvers          | Anvers              | 176 m       | 51° 19′ 35,67″ N, 4° 15′ 40,37″ E 51° 19′ 29,18″ N, 4° 15′ 43,15″ E |
| Antenne Proximus (détruite)                                  | Vedrin          | Namur               | 171 m       | 50° 30′ 30″ N, 4° 53′ 17″ E |
| Pylônes des lignes électriques au-dessus de l'Escaut à Doel. | Anvers          | Anvers              | 170 m       | 51° 20′ 58,15″ N, 4° 16′ 19,65″ E 51° 20′ 23,02″ N, 4° 15′ 56,71″ E |
| Pylônes du port d'Anvers                                     | Anvers          | Anvers              | 164 m       | 51° 15′ 46,47″ N, 4° 21′ 30″ E 51° 15′ 32,11″ N, 4° 20′ 57,78″ E |
| Cheminées de la centrale nucléaire de Tihange                | Tihange         | Liège               | 161 m       | 50° 32′ 04,08″ N, 5° 16′ 17,48″ E 50° 32′ 09,11″ N, 5° 16′ 22,37″ E 50° 32′ 06,08″ N, 5° 16′ 35,83″ E |
| Tours de refroidissement de la centrale nucléaire de Tihange | Tihange         | Liège               | 159 m       | 50° 31′ 59,62″ N, 5° 16′ 45,23″ E 50° 31′ 57,19″ N, 5° 16′ 31,1″ E 50° 32′ 18,8″ N, 5° 16′ 01,36″ E |
| Cheminée à Hoboken                                           | Hoboken         | Anvers              | 155 m       | 51° 10′ 00,34″ N, 4° 20′ 04,77″ E 51° 09′ 57,45″ N, 4° 20′ 02,66″ E |
| Pylône électrique près d'ExxonMobil Chemical                 | Anvers          | Anvers              | 155 m       | 51° 14′ 38,06″ N, 4° 20′ 02,78″ E |
| Cheminée d'Umicore                                           | Anvers          | Anvers              | 152 m       | 51° 10′ 02,12″ N, 4° 20′ 06,3″ E |
| Éoliennes de Sainte-Ode                                      | Sainte-Ode      | Luxembourg          | 150 m       | 50° 00′ 51″ N, 5° 36′ 49″ E |
| Éoliennes de Nike Laakdal                                    | Laakdal         | Anvers              | 150 m       | 51° 06′ 02,98″ N, 5° 05′ 02,22″ E 51° 05′ 56,99″ N, 5° 05′ 25,19″ E 51° 05′ 52,51″ N, 5° 05′ 44,1″ E 51° 05′ 41,18″ N, 5° 05′ 50,5″ E 51° 05′ 47,95″ N, 5° 05′ 18,07″ E 51° 05′ 49,81″ N, 5° 04′ 49,85″ E                                                   |
| Cheminées de la centrale électrique des Awirs                | Flémalle        | Liège               | 150 m       | 50° 35′ 04,97″ N, 5° 25′ 08,46″ E 50° 35′ 04,52″ N, 5° 25′ 05,56″ E 50° 35′ 04,05″ N, 5° 25′ 02,42″ E |
| Éolienne de Kallo                                            | Kallo           | Flandre-Orientale   | 150 m       | 51° 16′ 11,04″ N, 4° 15′ 27,62″ E |
| Éolienne d'Anvers                                            | Anvers          | Anvers              | 150 m       | 51° 16′ 34,15″ N, 4° 19′ 58,94″ E |
| Éoliennes de Hasselt                                         | Hasselt         | Limbourg            | 150 m       | 50° 56′ 21,56″ N, 5° 22′ 15,24″ E 50° 56′ 21,7″ N, 5° 22′ 06,49″ E 50° 56′ 21,92″ N, 5° 21′ 57,79″ E |
| Éoliennes de Beaumont                                        | Beaumont        | Hainaut             | 150 m       | 50° 13′ 28″ N, 4° 19′ 16″ E 50° 13′ 23″ N, 4° 19′ 49″ E 50° 13′ 21″ N, 4° 20′ 19″ E 50° 13′ 12″ N, 4° 19′ 22″ E 50° 13′ 08″ N, 4° 19′ 45″ E 50° 12′ 58″ N, 4° 19′ 12″ E 50° 12′ 51″ N, 4° 19′ 52″ E 50° 12′ 43″ N, 4° 20′ 15″ E 50° 12′ 36″ N, 4° 19′ 48″ E |
| Éolienne de Berloz                                           | Berloz          | Liège               | 150 m       | 50° 41′ 50″ N, 5° 11′ 14″ E |
| Éolienne de Bièvre                                           | Bièvre          | Namur               | 150 m       | 49° 57′ 12″ N, 5° 01′ 10″ E |
| Éoliennes de Philippeville                                   | Philippeville   | Namur               | 150 m       | 50° 10′ 30″ N, 4° 30′ 11″ E 50° 10′ 28″ N, 4° 29′ 48″ E 50° 10′ 26″ N, 4° 29′ 26″ E 50° 10′ 24″ N, 4° 29′ 03″ E 50° 10′ 19″ N, 4° 30′ 04″ E 50° 10′ 12″ N, 4° 29′ 22″ E 50° 10′ 10″ N, 4° 28′ 59″ E                                                         |
| Cheminée à Zelzate                                           | Zelzate         | Flandre-Orientale   | 150 m       | 51° 11′ 07,46″ N, 3° 47′ 38,31″ E |
| Cheminée à Engis                                             | Engis           | Liège               | 150 m       | 50° 34′ 28,58″ N, 5° 23′ 12,3″ E |
| Grande cheminée de la centrale de Rodenhuize                 | Gand            | Flandre-Orientale   | 150 m       | 51° 08′ 03,74″ N, 3° 46′ 37,38″ E |
| Cheminée de la centrale électrique de Ruien                  | Ruien           | Flandre-Orientale   | 150 m       | 50° 47′ 01,16″ N, 3° 29′ 24,44″ E 50° 46′ 59,36″ N, 3° 29′ 26,08″ E 50° 46′ 57,86″ N, 3° 29′ 27,88″ E |
| Tour du plan incliné de Ronquières                           | Ronquières      | Hainaut             | 150 m       | 50° 35′ 27,56″ N, 4° 13′ 11,36″ E |
| Château d'eau de Malines-Sud                                 | Malines         | Anvers              | 143 m       | 51° 00′ 39,95″ N, 4° 27′ 47,14″ E |
| Cathédrale Notre-Dame d'Anvers                               | Anvers          | Anvers              | 123 m       | 51° 13′ 13,7″ N, 4° 24′ 02,2″ E |
| Église Notre-Dame                                            | Bruges          | Flandre-Occidentale | 122,3 m     | 51° 12′ 17,16″ N, 3° 13′ 28,31″ E |
| Palais de justice de Bruxelles                               | Bruxelles-ville | Bruxelles-Capitale  | 104 m       | 50° 50′ 11,64″ N, 4° 21′ 06,01″ E |
| Atomium                                                      | Bruxelles-ville | Bruxelles-Capitale  | 103 m       | 50° 53′ 41,91″ N, 4° 20′ 29,06″ E |
| Cathédrale Saint-Martin                                      | Ypres           | Flandre-Occidentale | 102 m       | 50° 51′ 06,11″ N, 2° 53′ 03,88″ E |
| Église Saint-Vincent d'Eeklo                                 | Eeklo           | Flandre-Orientale   | 99 m        | 51° 11′ 06,35″ N, 3° 33′ 58,06″ E |
| Église Notre-Dame de Laeken                                  | Bruxelles-ville | Bruxelles-Capitale  | 99 m        | 50° 52′ 42,98″ N, 4° 21′ 21,23″ E |
| Hôtel de ville de Bruxelles                                  | Bruxelles-ville | Bruxelles-Capitale  | 96 m        | 50° 50′ 47,73″ N, 4° 21′ 07,14″ E |
| Pont de Wandre                                               | Liège           | Liège               | 96 m        | 50° 40′ 26,69″ N, 5° 38′ 36,57″ E |
| Haut fourneau numéro 4                                       | Charleroi       | Hainaut             | 84 m        | 50° 24′ 32,19″ N, 4° 25′ 24,96″ E |